# USS New Orleans (LPD-18)
Pour les articles homonymes, voir USS New Orleans.
L’ USS New Orleans (LPD-18) est un Landing Ship Dock de classe San Antonio. C’est le quatrième navire de l’United States Navy à porter le nom de la ville de La Nouvelle-Orléans, en Louisiane.

## Histoire

### Construction
Le contrat de construction du navire a été attribué le 18 décembre 1998 à Northrop Grumman Ship Systems de La Nouvelle-Orléans, en Louisiane, et sa quille a été posée le 14 octobre 2002. Le navire a été baptisé le 20 novembre 2004, parrainé par Carolyn Shelton, l’épouse du général Henry Hugh Shelton, ancien chef d'état-major des armées. Le navire a été lancé trois semaines plus tard, le 11 décembre et a terminé ses essais constructeur le 26 octobre 2006.

### Mise en service
L’USS New Orleans a été mis en service le 10 mars 2007 à La Nouvelle-Orléans, en Louisiane. Après sa mise en service, il a navigué jusqu’à San Diego, en Californie, via le canal de Panama pour rejoindre la flotte américaine du Pacifique. Le navire est arrivé le 3 mai 2007 à son port d'attache, la base navale de San Diego, et a été affecté à l’escadron amphibie numéro cinq.

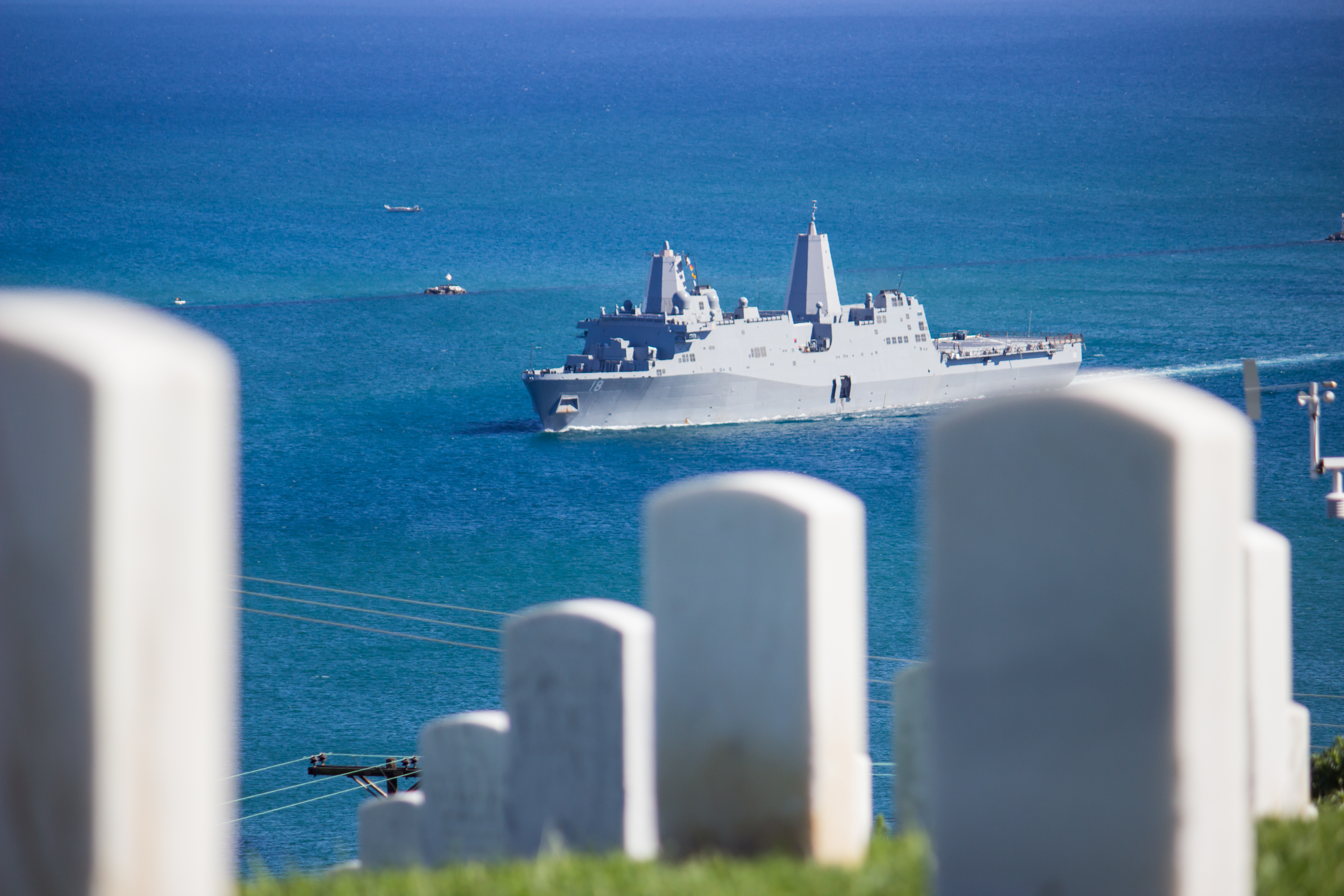
L’USS New Orleans entrant à San Diego

### Problèmes de jeunesse
Après son arrivée à San Diego, l’USS New Orleans a eu besoin de 400 000 heures de travail supplémentaires pour être pleinement opérationnel. En août 2008, le navire a échoué à son inspection INSURV. Les inspecteurs de l’INSURV ont documenté 2 600 défectuosités, notamment des problèmes avec le système de direction, des ventilateurs brisés, des ascenseurs inutilisables, de la corrosion sur le poste de pilotage et un système de propulsion peu fiable. « L’USS New Orleans a une capacité dégradée à mener des opérations de combat soutenues », indique le rapport INSURV. Les responsables de la marine américaine ont signalé que 85 % des lacunes étaient des problèmes mineurs et que la plupart avaient déjà été corrigées.
Le 9 janvier 2009, l’USS New Orleans quitte San Diego pour son déploiement initial, dans le cadre d’un groupe d’attaque expéditionnaire de cinq navires (ESG) qui comprenait également l’USS Boxer et l’USS Comstock. Le Boxer ESG et la 13th Marine Expeditionary Unit comprenaient plus de 4 000 marins et marines.

### Collision avec l’USSHartford
Le 20 mars 2009, l’USS New Orleans a été impliqué dans une collision avec le sous-marin nucléaire d'attaque USS Hartford dans le détroit d'Ormuz. Quinze marins du Hartford ont subi des blessures mineures et le réservoir de carburant de l’USS New Orleans s’est rompu, provoquant un déversement de 100 000 litres de pétrole. Après l’incident, les deux navires ont cependant pu continuer leur route par leurs propres moyens.

### Déploiement Southern Partnership Station 2010
Après avoir prouvé qu’il était prêt pour la mission et complètement réparé de la collision de 2009 avec l’USS Hartford, l’USS New Orleans a pris part à l’exercice Dawn Blitz. L’exercice conjoint entre la 3e Flotte et la 1re Force expéditionnaire des Marines a permis d’entraîner 8 000 marins et marines à l’assaut amphibie à bord de 8 navires et à la coordination marine-infanterie en préparation du déploiement.
De juin à septembre, l’USS New Orleans a été déployé pour la Southern Partnership Station 2010 afin de mener des opérations maritimes combinées avec les troupes de marine des pays partenaires en conjonction avec des exercices amphibies multinationaux.
Au cours de son déploiement en 2010, l’USS New Orleans a mené des opérations de lutte contre le trafic de stupéfiants et a effectué des visites portuaires à Manzanillo, au Mexique, à Callao, au Pérou, et à Balboa, au Panama. Dans chaque port, l’USS New Orleans a apporté son aide à des projets communautaires (COMREL) dans des orphelinats et des villages.

### Démagnétisation
Le 11 juillet 2011, l’USS New Orleans est entré dans la station de démagnétisation de Point Loma, devenant le premier navire de sa classe à subir cette opération. Le travail a pris 6 jours et à nécessité 96 câbles enroulés à la main autour du navire. En faisant passer du courant électrique à travers les câbles, elle a réduit sa signature magnétique pour minimiser la vulnérabilité aux mines. Une fois cela terminé, le navire a traversé 14 fois une plage de démagnétisation, affichant une signature magnétique inférieure à celle de la plupart des destroyers.

### Déploiement au sein de la cinquième flotte
L’USS New Orleans est parti le 14 novembre 2011 pour son troisième déploiement. En route vers la 5e flotte, il s’est rendu au Cambodge pour s’entraîner avec la marine locale. Les deux pays ont participé à des exercices conjoints d’Homme à la mer ainsi qu’à des exercices de visite, d’arraisonnement, de fouille et de saisie (VBSS). L’USS New Orleans s’est également arrêté à la base navale de Changi, à Singapour, avant de rejoindre la 5e flotte. À son arrivée dans la 5e flotte, l’USS New Orleans a été choisi comme lieu de réception de l’ambassadeur des Émirats arabes unis, accueillant 300 délégués internationaux à Abou Dhabi.

### Exercices 2015
En septembre, l’USS New Orleans a rejoint le groupe amphibie BOXARG [Boxer Amphibious Ready Group] pour soutenir Dawn Blitz 2015 lors d'un exercice composite (Composite Training Unit Exercise - COMPTUEX) en octobre, conçu comme l'entraînement le plus exigeant pour un groupe amphibie, exerçant dans tous les domaines de guerre, amphibie, de surface, aérienne et le commandement et contrôle [C2] (en). 
L’USS New Orleans a repris la mer en décembre pour obtenir sa certification d'aptitude au déploiement [CERTEX]. Au cours des derniers jours de l’exercice, un MV-22 a subi un accident lors de son approche. L’équipage de l’USS New Orleans a arrimé l’appareil, débarqué en toute sécurité les passagers et l’équipage, puis a réalisé un voyage non prévu vers la base aéronavale de North Island afin d'y déposer le convertible accidenté, puis s’est remis en route pour aller passer son CERTEX.

### Déploiement de WESTPAC 2016
Le 12 février 2016, l’USS New Orleans a quitté San Diego pour un déploiement de sept mois et a embarqué des Marines de la 13th Marine Expeditionary Unit (MEU), des marins de l’Assault Craft Unit (ACU) 1, de l’Assault Craft Unit (ACU) 5 et de la Beach Master Unit (BMU) 1 dans le cadre du Boxer Amphibious Ready Group (ARG), comprenant l’USS New Orleans (LPD-18), l’USS Boxer (LHD-4) et l’USS Harpers Ferry (LSD-49). La première étape du déploiement a eu lieu à Hawaï, où l’USS New Orleans a mené quatre jours d’opérations amphibies amenant des milliers de Marines sur la plage via des MV-22 Ospreys et des engins de débarquement sur coussin d'air (LCAC) pour un entraînement approfondi.
Le 8 mars 2016, l’USS New Orleans a participé à l’exercice Ssang Yong, un exercice multinational avec la marine et le corps des Marines de la république de Corée, l’armée australienne, la marine américaine et les forces de l’armée néo-zélandaise. Les navires ont effectué une variété d’opérations militaires allant des secours en cas de catastrophe aux opérations de corps expéditionnaire.
La mission suivante de l’USS New Orleans consistait à soutenir les opérations de la coalition dans la Cinquième Flotte et de mener des opérations de sécurité maritime dans le golfe d'Aden. Le 6 mai 2016, il a été signalé que les États-Unis avaient organisé l’USS Boxer ARG, au large des côtes du Yémen, avec environ 4 500 US Marines du 13e MEU dans la flottille, pour fournir un soutien aux forces de la coalition au Yémen combattant les militants d’Al-Qaïda dans la péninsule arabique.
Le 16 juin 2016, le Boxer ARG a pris part à l’opération Inherent Resolve. Les McDonnell Douglas AV-8B Harrier II du 13th MEU ont commencé des frappes aériennes contre l'État islamique en Irak et en Syrie. Le 29 juin 2016, l’USS New Orleans a franchi une étape importante dans le déploiement en jetant l’ancre au large des côtes de Camp Buehring, au Koweït, pour décharger près de 1 000 tonnes de véhicules, avant de retourner à Manama, au Bahreïn, pour une maintenance à mi-déploiement.

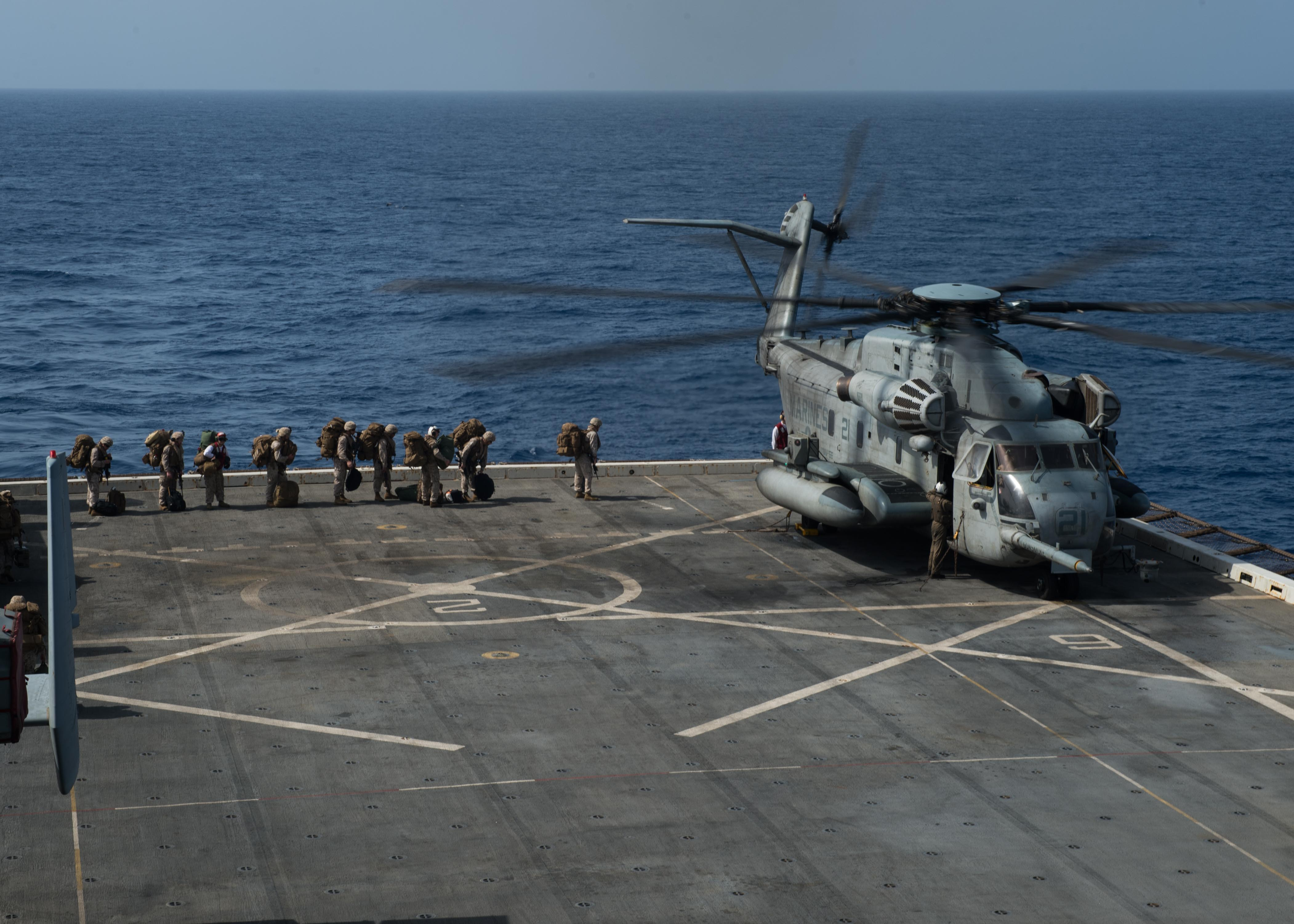

Une semaine plus tard, l’USS New Orleans retourne dans la 7e flotte et entre le 25 juillet au port de Colombo, au Sri Lanka, pour une visite. Dans ce port, l’USS New Orleans a eu l’occasion de renforcer les liens bilatéraux de la marine américaine avec la marine sri-lankaise et d’échanger les meilleures pratiques en matière d’aide humanitaire et de secours en cas de catastrophe (HADR). La visite comprenait plusieurs réceptions, des visites quotidiennes de navires, des événements sportifs avec le personnel de la marine sri-lankaise, de la marine américaine et du Corps des Marines, ainsi qu’une formation HADR dispensée par des Marines embarqués.
En août, l’USS New Orleans a fait escale à Bali, en Indonésie, pendant quelques jours, puis il s’est arrêté peu après à Pearl Harbor, à Hawaï. L’USS New Orleans a terminé son déploiement WESTPAC, retournant à San Diego le 16 septembre 2016.

### Phase de maintenance
Le 9 janvier 2017, l’USS New Orleans a rejoint le DSRA (Dry-dock Ships Selected Availability) du chantier naval BAE Systems. L’équipage et des centaines d’ouvriers ont pris en charge une longue liste de réparations et de mises à niveau de la coque, des réservoirs, de la ventilation, des moteurs auxiliaires, de la propulsion et des systèmes de combat du navire. Après 10 mois en cale sèche, le 28 novembre 2017, l’USS New Orleans a été mis à quai pour d'autres travaux.
À la mi-octobre, l’USS New Orleans a commencé des essais en mer après 23 mois d'imobilisation.

### Exercice Pacific Blitz
En mars 2019, l’USS New Orleans participe à l’exercice Pacific Blitz 19 (PACBLITZ), qui combine des concepts logistiques et amphibies des exercices Pacific Horizon et Dawn Blitz. PACBLITZ a impliqué 5 000 Marines et marins de la Marine Expeditionary Force et 5 000 marins répartis dans plusieurs installations, y compris la base navale de San Diego, le Marine Corps Base Camp Pendleton, la Marine Corps Air Station Miramar, le Naval Surface Warfare Center (en) de Port Hueneme et la Naval Air Station Point Mugu. Le quai de transport amphibie USS Somerset (LPD-25), le destroyer lance-missiles USS Michael Murphy (DDG-112), le navire de prépositionnement maritime USNS William R. Button (T-AK-3012) et le navire logistique aéronautique SS Curtiss (T-AVB-4) y ont également participé. L’exercice d’opérations amphibies a duré trois semaines au cours desquelles l’USS New Orleans a lancé et récupéré plusieurs LCAC, AAV et LCU au large des plages de San Clemente et de Camp Pendleton, ainsi que des MV-22 Osprey.

### Transfert de navire à navire par la porte arrière
L’USS New Orleans est le premier navire de la classe San Antonio à tester un « mariage par la porte arrière » avec un navire de soutien logistique (LSV) alors qu’il était amarré à Pearl Harbor en octobre 2019. La manœuvre consiste à abaisser la rampe d’étrave d’un navire sur la porte arrière d’un autre pour le transfert de véhicules et de fournitures. L’USAV CW3 Harold C. Clinger (LSV-2) (en) a pu abaisser sa rampe avant dans le radier de l’USS New Orleans, puis à transférer des véhicules du Corps des Marines sur celui-ci.

### Intégration à la 7e flotte des États-Unis
En novembre 2019 l’USS New Orleans rejoint la force amphibie de la 7e flotte américaine à Sasebo, transitant par l’océan Pacifique depuis son ancien port d’attache de San Diego. Son arrivée a porté le nombre total des navires amphibies au Japon à cinq, quand il a rejoint l’USS America (LHA-6), l’USS Green Bay (LPD-20), l’USS Ashland (LSD-48) et l'USS Germantown (LSD 42) (en).

### Patrouille Forward Deployed Naval Forces Japan
Au printemps 2020, l’USS New Orleans a entrepris son voyage inaugural en tant que Forward Deployed Naval Forces Japan (FDNF-J) pour patrouiller, peu après son changement de port d’attache. Il a fait sentir sa présence en mer de Chine orientale en menant des opérations à l’appui des sanctions des Nations unies contre les navires soupçonnés de procéder à des transferts illégaux de pétrole et d’autres marchandises à destination et en provenance de la Corée du Nord. Il a maintenu l’état de préparation à la mission tout au long de la pandémie de Covid-19, exécutant une patrouille de la 7e Flotte sans cas de Covid à bord.

### Incendie
Le 20 aout 2025, un important incendie se déclare à son bord au large d'Okinawa. Le navire demande assistance pour l'éteindre, deux navires de la garde côtière japonaise viennent lui apporter de l'aide avec leurs canons à eau. Le feu est éteint au bout de douze heures de lutte. Deux marins sont légèrement brûlés.

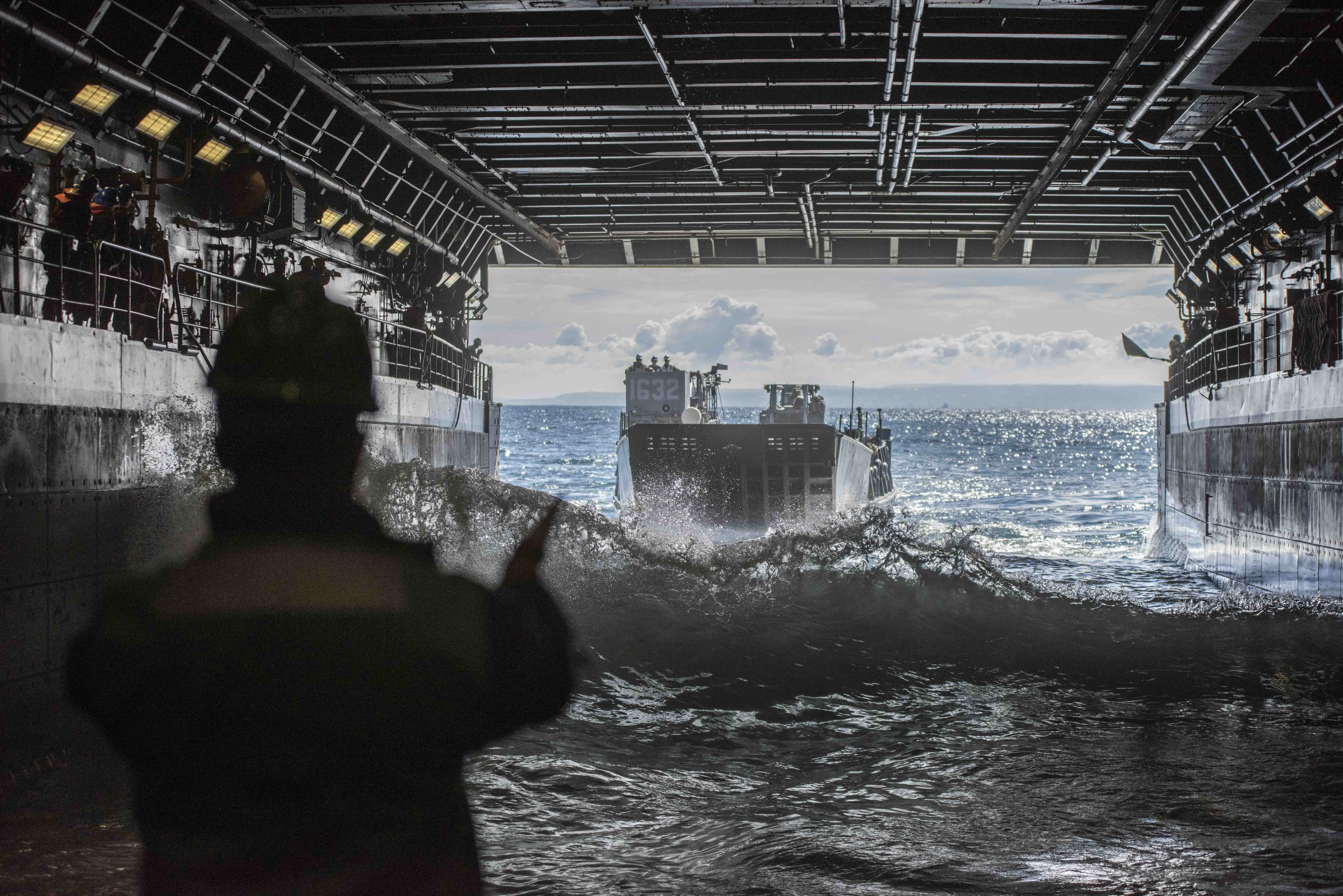

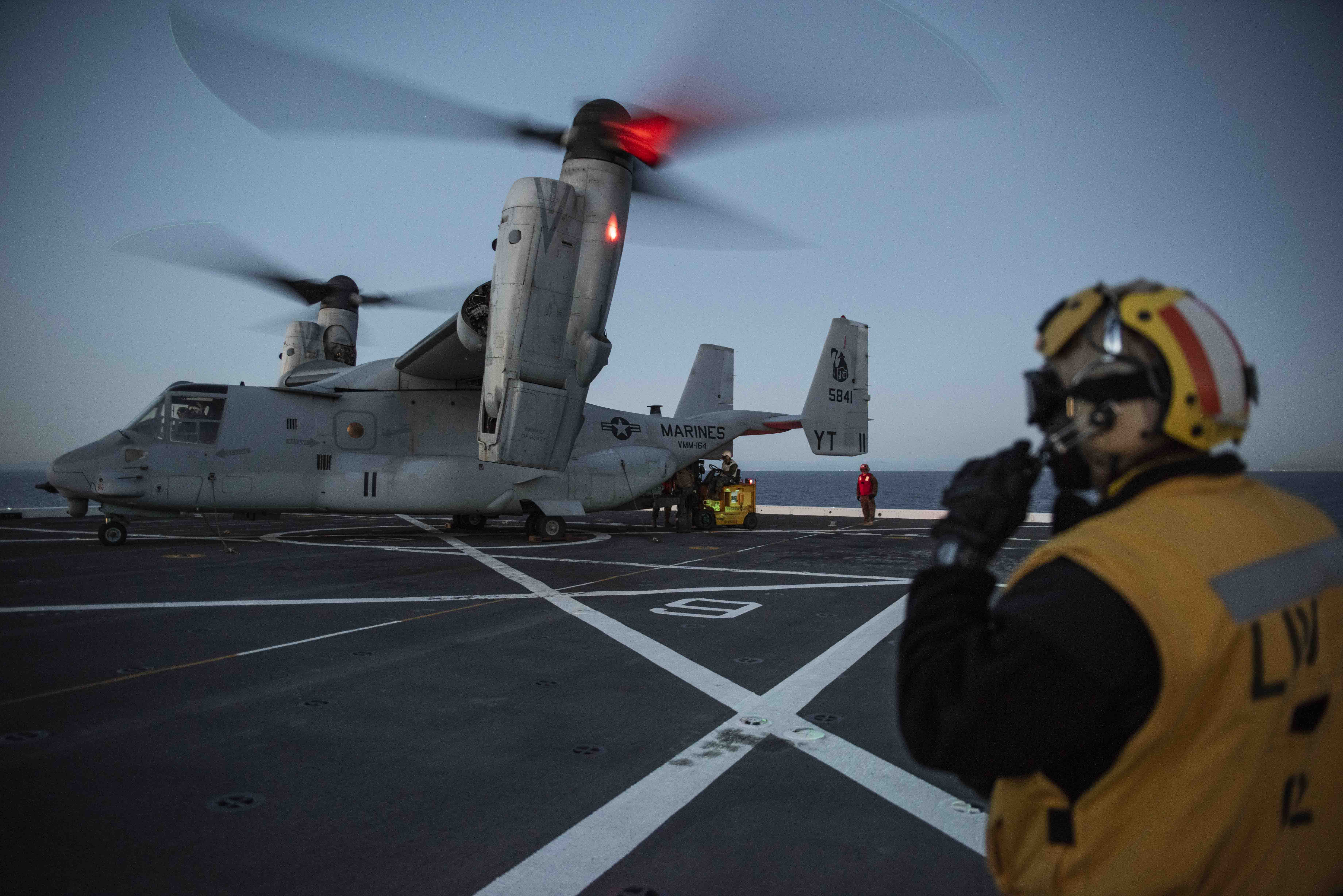

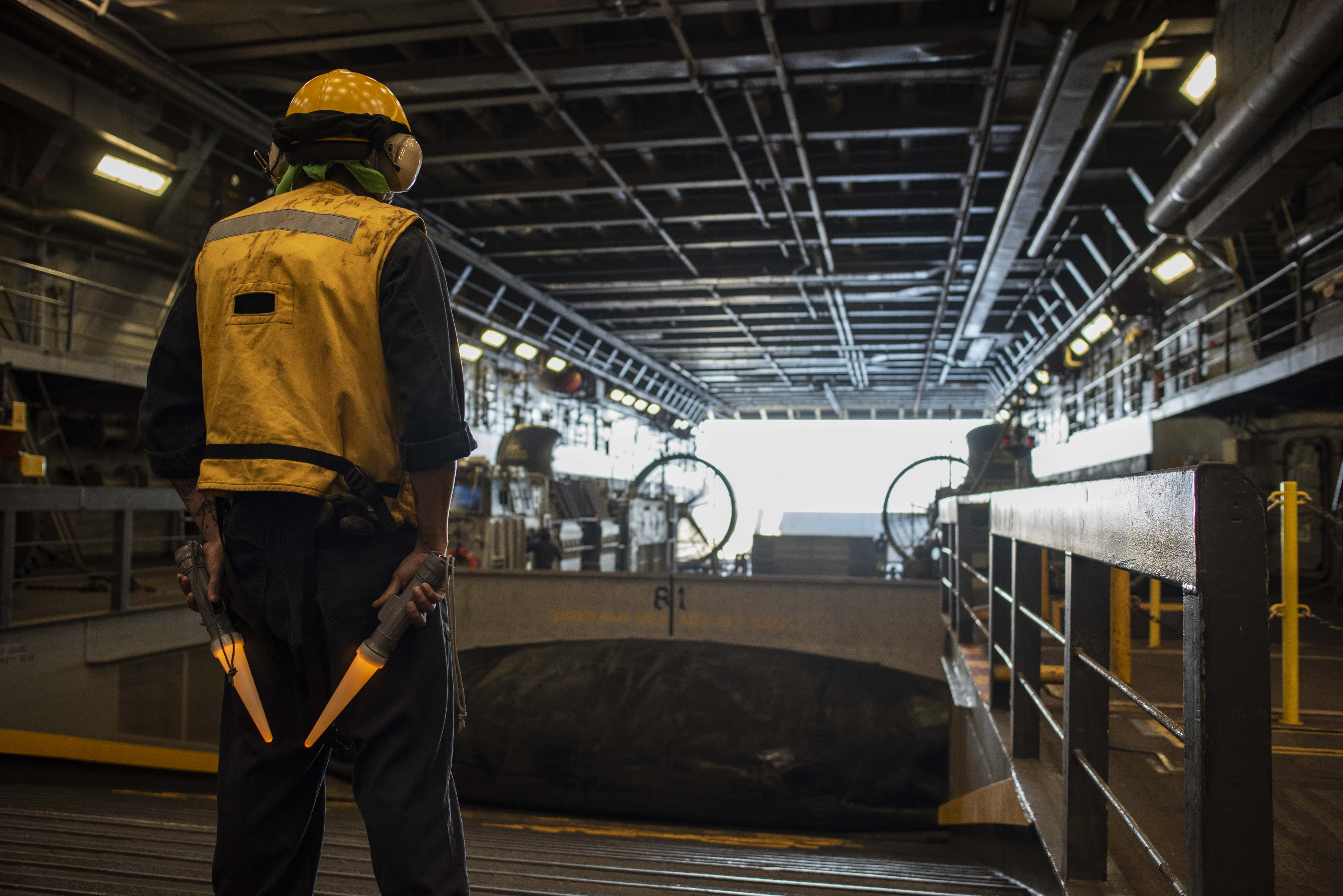